# Alan Cumming
Alan Cumming, (Aberfeldy (Skócia), 1965. január 27. – ), Primetime Emmy- és kétszeres Tony-díjas skót-amerikai színész, zenész, író és aktivista.

## Pályafutása
Számos filmben, tévéműsorban és színpadi darabban játszott. Ismertebb londoni színpadi szerepei voltak: Hamlet; az Őrült anarchista az Egy anarchista véletlen halála című darabban (ezért a játékáért Olivier-díjat kapott); valamint a Hajlam és a Bakkhánsnők darabok főszerepei. A Broadway színházaiban játszott a Koldusoperában, a Kabaréban (ezért a játékáért Tony-díjat kapott), a Mindkettőt szeretemben és a Macbeth egyszemélyes adaptációjában.
Legismertebb filmes szerepeit az Emma (1996), az Aranyszem (1995), a Spy Kids, s A Maszk 2. – A Maszk fia és az X-Men 2. filmekben játszotta. Cumming vezette fel PBS Masterpiece Mystery! című sorozatát, és játszott a A férjem védelmében című sorozatban is, amely szerepéért három Emmy-díjra, két Forgatókönyvírók Céhének díjára, két Golden Globe-díjra és Satellite Awardra jelölték. Alan Cumming Sings Sappy Songs című Las Vegas-i kabaréját a PBS is vetítette 2016 novemberében.
Cumming Tommy's Tale címmel egy regényt is írt, illetve Not My Father's Son: A Memoir címmel egy önéletrajzot. Vezetett talk showt Eavesdropping with Alan Cumming címmel; Cumming néven parfümöket készített; emellett számos véleménycikket írt különböző sajtótermékekben. Előbbieken túl I Bought a Blue Car Today címmel kabaréja is volt.

## Filmográfia

### Film

#### Rendező és producer
| Év   | Magyar cím            | Eredeti cím             | Feladatkör | Feladatkör | Megjegyzések                                      |
| Év   | Magyar cím            | Eredeti cím             | Rendező    | Producer   | Megjegyzések                                      |
| ---- | --------------------- | ----------------------- | ---------- | ---------- | ------------------------------------------------- |
| 2001 | Jóban-rosszban        | The Anniversary Party   | Igen       | Igen       | forgatókönyvíró társrendező: Jennifer Jason Leigh |
| 2005 | Behajóztam az életébe | Sweet Land              | Nem        | Igen       |                                                   |
| 2006 |                       | Full Grown Men          | Nem        | Koproducer |                                                   |
| 2007 |                       | Suffering Man's Charity | Igen       | Vezető     |                                                   |
| 2017 |                       | After Louie             | Nem        | Igen       |                                                   |
| 2023 |                       | Asog                    | Nem        | Vezető     |                                                   |

#### Színész
| Év   | Magyar cím                                   | Eredeti cím                                            | Szerep                                  | Magyar hang         |
| ---- | -------------------------------------------- | ------------------------------------------------------ | --------------------------------------- | ------------------- |
| 1992 | Prága                                        | Prague                                                 | Alexander Novak                         | Bozsó Péter         |
| 1993 |                                              | The Airzone Solution                                   | MacNamara                               |                     |
| 1994 | Második nekifutás                            | Second Best                                            | Bernard                                 | Lux Ádám            |
| 1994 | Fekete szépség                               | Black Beauty                                           | Fekete szépség (hangja)                 | Epres Attila        |
| 1995 | Baráti kör                                   | Circle of Friends                                      | Sean Walsh                              | Háda János          |
| 1995 | Aranyszem                                    | GoldenEye                                              | Boris Grishenko                         | Kerekes József      |
| 1996 | Emma                                         | Emma                                                   | Philip Elton                            | Weil Róbert         |
| 1997 | Romy és Michele – Szőkébe nem üt a mennykő   | Romy and Michele's High School Reunion                 | Sandy Frink                             | Németh Gábor        |
| 1997 | Majomszeretet                                | Buddy                                                  | Dick Croner                             | Pusztaszeri Kornél  |
| 1997 | Spice World                                  | Spice World                                            | Piers Cuthbertson-Smyth                 | Kőszegi Ákos        |
| 1999 | Titus                                        | Titus                                                  | Saturninus                              | Miller Zoltán       |
| 1999 | Doktor zsiványok                             | Plunkett & Macleane                                    | Lord Rochester                          | Bardóczy Attila     |
| 1999 | Doktor zsiványok                             | Plunkett & Macleane                                    | Lord Rochester                          | Moser Károly        |
| 1999 | Tágra zárt szemek                            | Eyes Wide Shut                                         | hotel recepciós                         |                     |
| 2000 | A Flintstone család 2. – Viva Rock Vegas     | The Flintstones in Viva Rock Vegas                     | Gazoo                                   | Cseke Péter         |
| 2000 | A Flintstone család 2. – Viva Rock Vegas     | The Flintstones in Viva Rock Vegas                     | Mick Jagged                             | Kálloy Molnár Péter |
| 2000 | Botcsinálta ügynök                           | Company Man                                            | Batista tábornok                        |                     |
| 2000 | Get Carter                                   | Get Carter                                             | Jeremy Kinnear                          | Lippai László       |
| 2000 | Get Carter                                   | Get Carter                                             | Jeremy Kinnear                          | Joó Gábor           |
| 2000 | Get Carter                                   | Get Carter                                             | Jeremy Kinnear                          | Szatory Dávid       |
| 2001 | Kémkölykök                                   | Spy Kids                                               | Fegan Floop                             | Crespo Rodrigo      |
| 2001 | Josie és a vadmacskák                        | Josie and the Pussycats                                | Wyatt Frame                             | Lux Ádám            |
| 2001 | Jóban-rosszban                               | The Anniversary Party                                  | Joe Therrian                            | Alföldi Róbert      |
| 2001 | Szexuális mélyfúrások                        | Investigating Sex                                      | Sevy                                    | Fesztbaum Béla      |
| 2002 |                                              | CinéMagique (rövidfilm)                                | a mágus                                 |                     |
| 2002 | Kémkölykök 2. – Az elveszett álmok szigete   | Spy Kids 2: The Island of Lost Dreams                  | Fegan Floop (cameo)                     | Crespo Rodrigo      |
| 2002 | Kémkölykök 2. – Az elveszett álmok szigete   | Spy Kids 2: The Island of Lost Dreams                  | Fegan Floop (cameo)                     | Seder Gábor         |
| 2002 | Nicholas Nickleby                            | Nicholas Nickleby                                      | Mr. Folair                              | Katona Zoltán       |
| 2003 | X-Men 2.                                     | X2                                                     | Kurt Wagner / Árnyék                    | Forgács Péter       |
| 2003 | Kémkölykök 3-D – Game Over                   | Spy Kids 3-D: Game Over                                | Fegan Floop (cameo)                     | Crespo Rodrigo      |
| 2004 | Garfield                                     | Garfield: The Movie                                    | Sir Roland / Csini Mini (hangja)        | Seder Gábor         |
| 2005 | A Maszk 2. – A Maszk fia                     | Son of the Mask                                        | Loki                                    | Rajkai Zoltán       |
| 2005 | Tizennyolc                                   | Eighteen                                               | Chris atya                              |                     |
| 2005 | Ripley a mélyben                             | Ripley Under Ground                                    | Jeff Constant                           | Fekete Zoltán       |
| 2005 | Sohaország                                   | Neverwas                                               | Jake                                    | Posta Victor        |
| 2005 | Behajóztam az életébe                        | Sweet Land                                             | Frandsen                                | Pusztaszeri Kornél  |
| 2005 |                                              | Bam Bam and Celeste                                    | Eugene                                  |                     |
| 2006 |                                              | Full Grown Men                                         | a stoppos                               |                     |
| 2006 | Ara csak egy van                             | Gray Matters                                           | Gordy                                   | Czvetkó Sándor      |
| 2007 |                                              | Suffering Man's Charity                                | John Vandermark                         |                     |
| 2009 |                                              | Boogie Woogie                                          | Dewey                                   |                     |
| 2009 | Mersz                                        | Dare                                                   | Grant Matson                            |                     |
| 2009 |                                              | PoliWood (dokumentumfilm)                              | önmaga                                  |                     |
| 2010 |                                              | The Tempest                                            | Sebastian                               |                     |
| 2010 |                                              | Jackboots on Whitehall                                 | Adolf Hitler / Rettenthetetlen (hangja) |                     |
| 2010 | Díva                                         | Burlesque                                              | Alexis                                  | Rajkai Zoltán       |
| 2011 | Hupikék törpikék                             | The Smurfs                                             | Vitéz (hangja)                          | Anger Zsolt         |
| 2012 |                                              | Sir Billi                                              | Gordon (hangja)                         |                     |
| 2012 |                                              | The Outback                                            | Bog (hangja)                            |                     |
| 2012 | Talán egyszer                                | Any Day Now                                            | Rudy                                    |                     |
| 2013 | Hupikék törpikék 2.                          | The Smurfs 2                                           | Vitéz (hangja)                          | Anger Zsolt         |
| 2014 |                                              | Chu and Blossom                                        | Jackie nagybácsi                        |                     |
| 2015 | Különös varázs                               | Strange Magic                                          | Láp király (hangja)                     | Rosta Sándor        |
| 2016 | Bianca, a hurrikán                           | Hurricane Bianca                                       | Lawrence Taylor                         |                     |
| 2017 |                                              | After Louie                                            | Sam Cooper                              |                     |
| 2017 | A nemek harca                                | Battle of the Sexes                                    | Ted Tinling                             | Rajkai Zoltán       |
| 2018 | Kutyaparádé                                  | Show Dogs                                              | Dante (hangja)                          |                     |
| 2018 | Szeretnek majd, ha meghalok (dokumentumfilm) | They'll Love Me When I'm Dead                          | narrátor                                |                     |
| 2021 |                                              | Everything I Ever Wanted to Tell My Daughter About Men | terapeuta                               |                     |
| 2022 | Marlowe                                      | Marlowe                                                | Lou Hendricks                           | Fesztbaum Béla      |
| 2022 | Marlowe                                      | Marlowe                                                | Lou Hendricks                           | Fekete Zoltán       |
| 2022 | Apám sárkánya                                | My Father's Dragon                                     | Cornelius (hangja)                      |                     |
| 2023 | Ritkaságok                                   | Rare Objects                                           | Peter Kessler                           | Seszták Szabolcs    |
| 2023 |                                              | Genie                                                  | Flaxman                                 |                     |
| 2024 |                                              | Drive Back Home                                        | Perley                                  |                     |

### Televízió
- Taggart felügyelő (1986)
- Bernard és a dzsinn (1991)
- Screen Two (1992-1996)
- The High Life (1994-1995)
- Űrbalekok (2000)
- Szex és New York (2001)
- Bátor, a gyáva kutya (2002)
- Frasier – A dumagép (2003)
- Hölgyem, Isten áldja! (2004)
- Állatkert a cipősdobozban (2004)
- Spangli - A mozimusical (2005)
- L. (2006)
- Robotcsirke (2006-2008)
- Én, Eloise (2007)
- A Bádogember (2007)
- Rick & Steve the Happiest Gay Couple in All the World (2007-2009)
- Web Therapy (2009-2013)
- Riverworld - A túlvilág partján (2010)
- A férjem védelmében (2010-2016)
- A szökevény (2011)
- Web-terápia (2011-2015)
- Hupikék törpikék – A Törpösvölgy legendája (2013)
- Arthur (2013)
- Dóra, a felfedező (2014)
- Ki vagy, doki? (2018)
- Instinct (2018-2019) (filmproducer is)
- Gyilkos lelkek (2021)
- Dalária (2021)
- A Simpson család (2021)